# Gongkang Road
Gongkang Road (共康路) is een station van de metro van Shanghai, gelegen in het district Zhabei. Het station werd geopend op 28 december 2004 en is onderdeel van het noordelijke deel van lijn 1.